# Le Chemin
Le Chemin ist eine französische Gemeinde mit 62 Einwohnern (Stand 1. Januar 2022) im Département Marne in der Region Grand Est. Sie gehört zum Kanton Argonne Suippe et Vesle und zum Arrondissement Châlons-en-Champagne.

## Lage
Die Gemeinde Le Chemin liegt am Südrand der Argonnen an der oberen Aisne, in die hier ihr Zufluss Hardillon einmündet. Sie ist umgeben von folgenden Nachbargemeinden:
| Villers-en-Argonne |                                             | Passavant-en-Argonne |
| Sivry-Ante         | Kompassrose, die auf Nachbargemeinden zeigt | Éclaires             |
| Le Vieil-Dampierre | Éclaires                                    |                      |

## Bevölkerungsentwicklung
| Jahr                       | 1962 | 1968 | 1975 | 1982 | 1990 | 1999 | 2008 | 2018 |
| -------------------------- | ---- | ---- | ---- | ---- | ---- | ---- | ---- | ---- |
| Einwohner                  | 126  | 86   | 54   | 51   | 50   | 40   | 42   | 53   |
| Quellen: Cassini und INSEE |      |      |      |      |      |      |      |      |

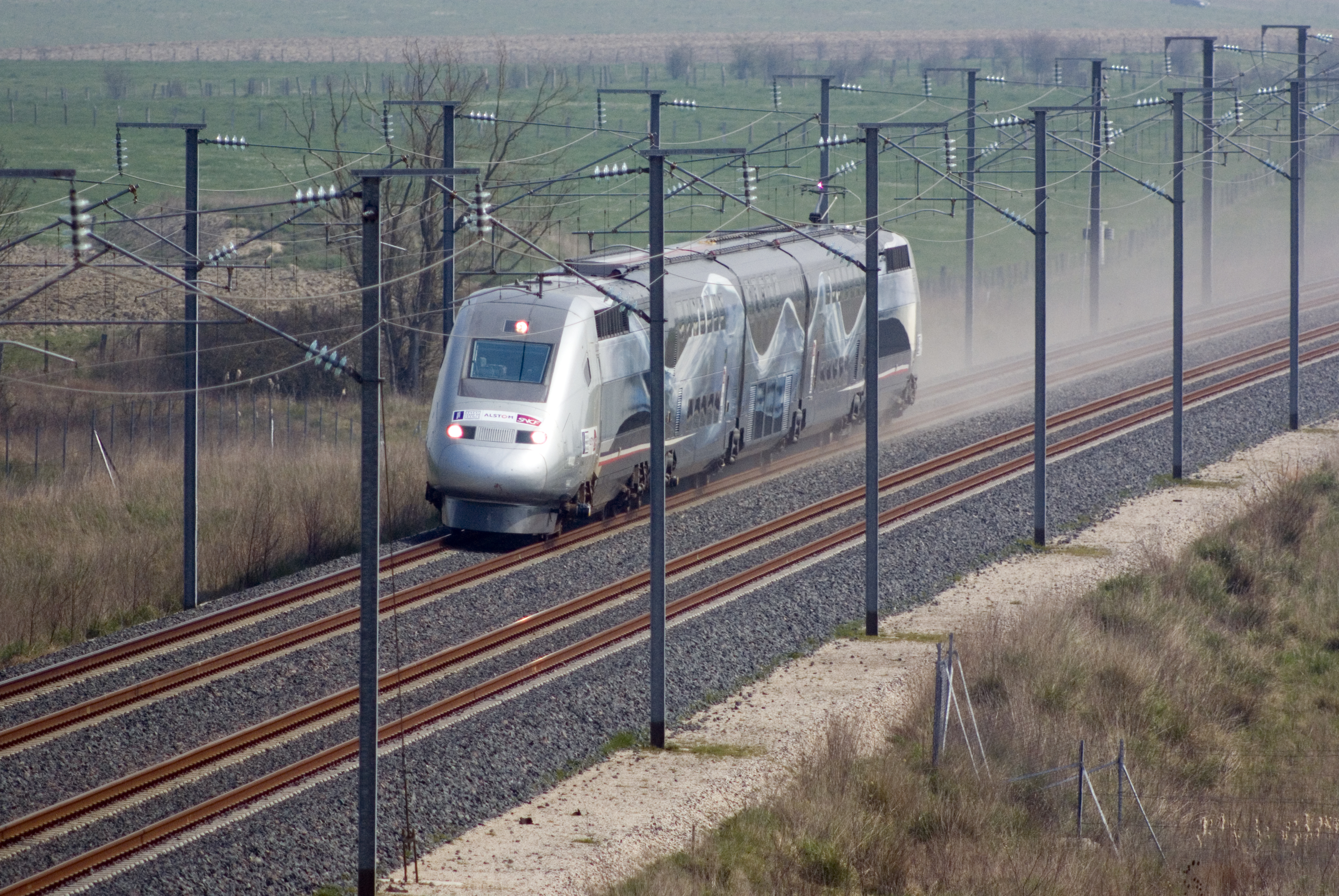
Die Schnellfahrstrecke LGV Est européenne bei Le Chemin
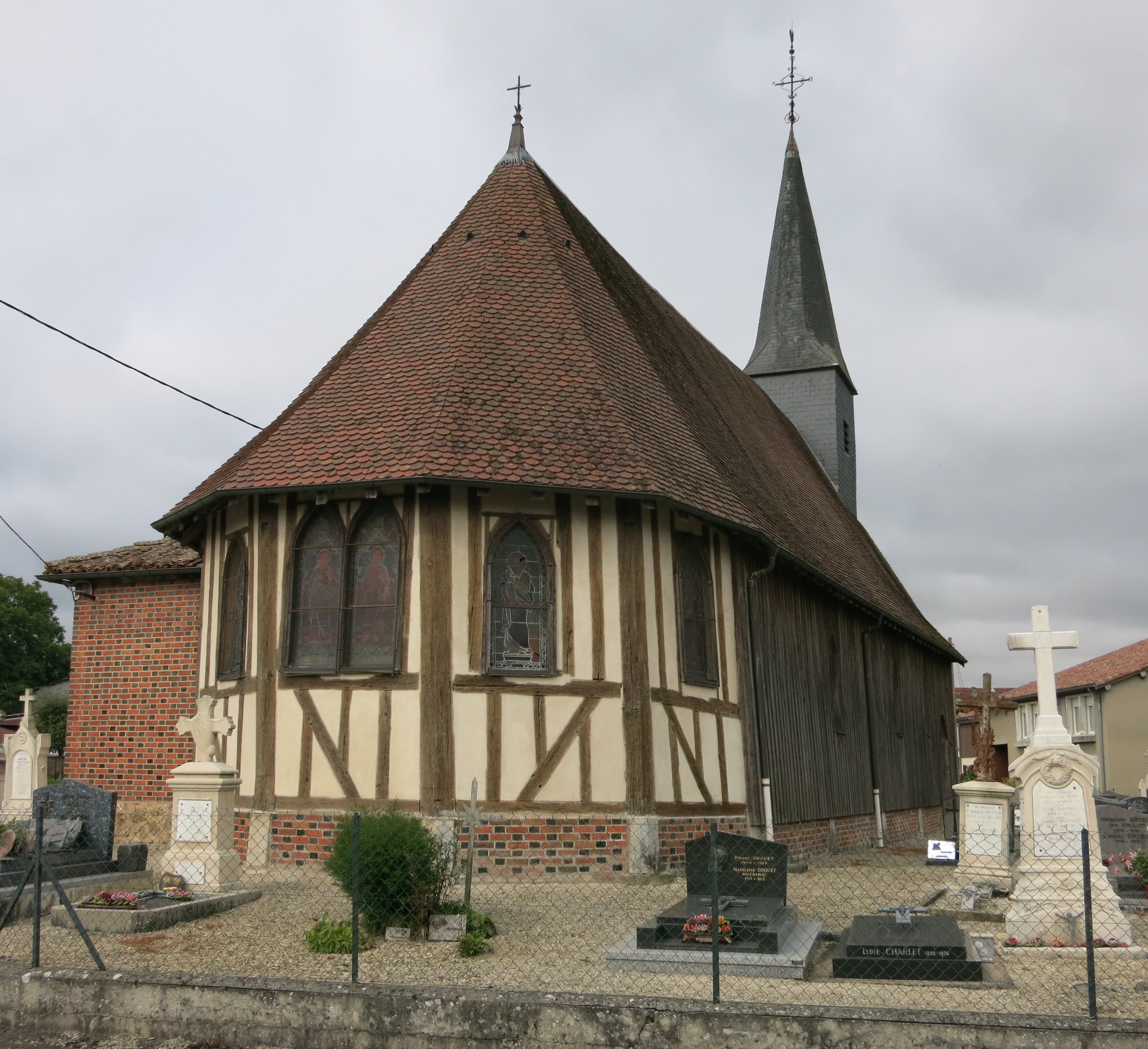
Kirche Saint-Claude